# 戈帕尔·克里什纳·戈卡尔
戈帕尔·克里什纳·戈卡尔 CIE（1866年5月9日—1915年2月19日），印度独立运动人士，社会改革者，国大党领导人之一，创立了印度之仆社。作为温和派领袖之一，他倡导印度自治，主张推进自上而下的社会改革。

## 生平
戈卡尔于1866年出生于今马哈拉施特拉邦古哈加尔的婆罗门家庭，自幼受英式教育，1884年毕业于孟买艾尔芬斯顿学院（Elphinstone College）。就学期间深受约翰·斯图尔特·密尔和埃德蒙·伯克思想的影响。1889年，加入国大党，追随社会改革者马哈德夫·戈文德·拉纳德投身民族主义运动，并当选为孟买省书记。1899年，进入孟买省立法会，1901年和1903年两次当选印度帝国议会议员。1905年至1908年，任国大党主席。同年创立印度之仆社，推动文化、教育和社会改革。1905年，孟加拉反分裂运动兴起，戈卡尔作为代表赴英反映意见，遭到忽视，此后成为殖民政府专制政策的反对者，倡导印度自治；但坚持在法律范围内表达诉求，成为温和派代表人物。1907年，其妥协政策导致国大党激进派和温和派的分裂。1915年2月19日病逝于孟买。
“政治生活精神化”亦是戈卡尔的主张之一，提倡政治活动要以道德伦理为导向，这与圣雄甘地的理念相似。1912年，戈卡尔曾应甘地之邀赴南非与之会面。甘地在其自传《我体验真理的故事》（The Story of My Experiments with Truth）中奉戈卡尔为政治导师，称赞戈卡尔为“水晶般纯洁，羊羔般和蔼，狮子般勇敢，侠义至极，政治领域最完美的人。”不过，甘地并不支持戈卡尔的改良与妥协理念，因而并未加入戈卡尔的印度之仆社。

## 延伸阅读
- Govind Talwalkar, Gopal Krishna Gokhale: Gandhi's Political Guru, Pentagon Press, New Delhi, 2015
- Govind Talwalkar, Gopal Krishna Gokhale: his Life and Times , Rupa Publication, Delhi, 2005
- Govind Talwalkar, Nek Namdar Gokhale (In Marathi Language), Prestige Prakashan, Pune, 2003
- J. S. Hoyland, Gopal Krishna Gokhale (1933)